# Rôdeur (comics)
Pour les articles homonymes, voir Rôdeur.
Le Rôdeur (« Prowler » en version originale) est le nom de plusieurs super-vilains successifs évoluant dans l'univers Marvel de la maison d'édition Marvel Comics. Créé par le scénariste Stan Lee et le dessinateur John Buscema, le personnage de fiction apparaît pour la première fois dans le comic book Amazing Spider-Man #78 en novembre 1969.
Quatre super-vilains distincts ont endossé le costume du Rôdeur : Hobart « Hobie » Brown, un jeune délinquant devenu super-héros grâce à l'influence de Spider-Man ; Belladonna (Narda Ravanna), une criminelle qui avait volé l'équipement de Brown ; Rick Lawson, un interne en médecine qui détroussait ses patients, lui aussi dans le costume volé et Aaron Davis dans l'univers de la Terre-1610, l'oncle de Miles Morales, le nouveau Spider-Man.

## Biographie du personnage

### Hobbie Brown (Terre-616)
Dans l'univers de la Terre-616, Hobart « Hobie » Brown est un jeune noir doué, licencié de son boulot de laveur de vitre sur les gratte-ciel. Utilisant ses connaissances techniques, il se fabrique un costume de super-vilain dans le but de s'enrichir sans blesser personne. Pourtant, lors de sa première sortie, il croise Spider-Man et est vaincu. Il réalise alors qu'il fait fausse route, et écoute les conseils du Tisseur.
Il reste tranquille pendant plusieurs années, mais revient en tant que voleur pour sauver sa femme. Il travaille pour Silver Sable avec l'Homme-sable et Feu-follet.
Depuis, il travaille à Parker Industries (en) et remplace Peter Parker en tant que Spider-Man.

### Aaron Davis (Terre-1610)
Dans l'univers de la Terre-1610, Aaron Davis est un cambrioleur. Il vole de la technologie à Oscorp sous les ordres de la société Roxxon (en) et une araignée génétiquement améliorée avec la formule « Oz », qui plus tard mordra son neveu Miles Morales, ce qui le changera en un tout nouveau Spider-Man.
Bien que Davis aie été au Mexique pour un règlement de comptes avec le Scorpion, il est emprisonné. Il s'échappe et se rend au repaire du Bricoleur, le blâmant pour l'équipement qu'il lui a conçu. Lorsque les deux discutent de l'origine de Spider-Man, Aaron réalisant que l'araignée qui a mordu Morales dans sa maison provenait de Osborn Industries, et que Miles était le nouveau Spider-Man. Pour garder le secret, Davis tire sur le Bricoleur et va rendre visite à son neveu. 
En utilisant le secret de Miles, il le fait chanter pour l'aider à vaincre le Scorpion. Par la suite, le Scorpion est vaincu par les forces conjointes de Spider-Man et du Rôdeur. Ce dernier essaie de forcer Miles à continuer à travailler pour lui. Morales pose un ultimatum à son oncle pour le forcer à rester loin de sa famille et ce dernier quitte New York pour toujours.
Davis décide d'utiliser ses gantelets vibro-choc pour éliminer Miles. Au point culminant de la bataille, l'un des gantelets vibro-choc d'Aaron explose, laissant Aaron grièvement blessé. Avant de perdre conscience, Aaron dit à Miles qu'il était pareil avant, Miles ne pouvait pas regarder sans horreur l'état de son oncle. Davis semble avoir succombé à ses blessures le lendemain.

## Version alternative

### Aaron Davis (Terre-199999)
Aaron Davis est l'oncle de Miles Morales. C'est un gangster qui est arrêté par Spider-Man alors que le jeune héros recherche les acheteurs des armes vendus par le Vautour et son entourage. Spider-Man le laisse en vie et n'appelle pas la police, il le laisse accroché à une voiture par de la toile. Il est également le Rôdeur (Prowler) dans cet univers.

## Pouvoirs, capacités et équipement
Mis à part sa force surhumaine, le Rôdeur n'a pas d'autres super-pouvoirs. Il est par ailleurs un acrobate doué.
Il est équipé d'un costume spécial, composé de bottes à ventouse, de griffes qui lui permettent d'escalader les immeubles, de gantelets équipés de canons à air comprimé et chargés de capsule de gaz somnifère, fumigène ou lacrymal. Il peut remplacer les capsules par des fléchettes ou tout simplement se servir du système pour tirer de l'air comprimé. Sa cape est conçue à partir de la technologie pneumatique.

## Apparitions dans d'autres médias

### Cinéma
- 2017 : Spider-Man: Homecoming de Jon Watts (interprété par Donald Glover) :

Aaron Davis apparaît comme un délinquant non costumé, client du Shocker auprès de qui il tente d'acheter des armes à technologie Chitauri, avant que la transaction ne soit interrompue par Spider-Man.
- 2018 : Spider-Man: New Generation de Peter Ramsey, Bob Persichetti et Rodney Rothman (doublé par Mahershala Ali) :

Aaron Davis est l'oncle de Miles Morales, qui est proche de son neveu. Il cache sa double vie de criminel et d'homme de main du Caïd, qui le charge de trouver les nouveaux Spider-Man apparus après la mort de Peter Parker. Quand il découvre que Miles est un des nouveaux Spider-Man, il décide de l'épargner ; son geste lui vaut d'être abattu par Wilson Fisk sous les yeux de Miles. Ses dernières paroles incitent Miles à aller de l'avant malgré les obstacles de la vie.
- 2023 : Spider-Man: Across the Spider-Verse de Kemp Power, Joaquim Dos Santos et Justin K. Thompson (doublé par Shameik Moore) et interprété en live action par Donald Glover :

Initialement destiné à être Spider-Man, Miles Morales de l'univers 42 s'est vu changer de destinée lorsque l'araignée de l'univers 42 a été transportée dans l'univers 1610B. Dans un New York régi par le crime et où Spider-Man n'existe pas, il reprend le flambeau de son oncle et mentor Aaron Davis et devient le nouveau Rôdeur. De plus, Donald Glover réinterprète aussi le rôle d'Aaron Davis lors d'un caméo en live action.

### Jeu vidéo
- 2020 : Marvel's Spider-Man: Miles Morales (doublé par Ike Amadi)

Aaron Davis travaille dans une station de métro. Après avoir reçu l'aide de son neveu, il le reconnaît et lui révèle sa véritable identité, celle du Rôdeur. Il l'aidera à deux reprises dans ses combats avant de finir en prison pour ses crimes, après avoir dénoncé Simon Krieger.
- 2022 : Fortnite

Le Rôdeur est un skin disponible dans la saison 2 du chapitre 3.
- 2023 :  Marvel's Spider-Man 2

Dans cette suite se déroulant 1 an après Marvel's Spider-Man: Miles Morales, Aaron Davis a été libéré et essaie de se ranger. Il recontacte son neveu Miles et apprend que Mister Negative, l'assassin de son frère, est de nouveau dans la nature. Comprenant que son neveu cherche la vengeance, il tente de l'en dissuader en lui disant qu'il faut se défaire du passé pour construire son futur. Il fait également l'objet d'une mission annexe où il demande à Miles d'aller récupérer du vieux matériel du Rôdeur pour empêcher qu'il ne tombe entre de mauvaises mains. Après cela, Miles découvre que son oncle avait disparu et a laissé derrière lui un plan de l'appartement de Miles. Pensant qu'il l'a manipulé pour le cambrioler, Miles confronte Aaron, mais découvre qu'il est installé dans son immeuble avec l'aide de Rio Morales et qu'il était sincère dans son intention d'abandonner son identité du Rôdeur.